# Патро Ейсден Масмехелен
Футбольний клуб «Патро Ейсден Масмехелен» (нід. Koninklijke Patro Eisden Maasmechelen) — бельгійський футбольний клуб з муніципалітету Масмехелен у Лімбурзі. Клуб грає в Челленджер Про-ліг, другому за рівнем дивізіоні бельгійського футболу.

## Історія
Спочатку клуб мав назву «ВВ Патро Ейсден», а в 1992 році її було змінено на «К. Патро Ейсден». У 1998 році її знову змінили на «К. Маасланд Масмехелен» в надії залучити вболівальників з усього регіону Маасланд. У 2001 році команда прийняла сучасну назву після підписання партнерського контракту з нідерландським клубом «Рода».
Клуб посів 17-те місце у другому бельгійському дивізіоні сезону 2004—2005 років, але був примусово понижений, оскільки не отримав професійної футбольної ліцензії. Було запропоновано, щоб клуб грав грав у нижчі лізі (і навіть у провінційній лізі), оскільки він вилетів як зі спортивної (17-те місце), так і з фінансової (без ліцензії) точки зору, але Бельгійська футбольна асоціація зрештою вирішила, що клуб у сезоні 2005—2006 років повинен грати в третьому дивізіоні. Футбольна асоціація зрештою змінила це рішення. Після цього клуб знову змінив назву на «К. Патро Ейсден Масмехелен», та розпочав сезон 2005—2006 років у четвертому бельгійському дивізіоні.
20 травня 2023 року «Патро Ейсден» забезпечив собі титул чемпіона Бельгійського національного дивізіону 2022—2023 років після перемоги над «Дессел Спорт» з рахунком 3–0 в останній день 38-го туру, і таким чином підвищився до Челленджер Про-ліг на сезон 2023—2024 років.